# فرودگاه ایزیولا
فرودگاه ایزیولا (به انگلیسی: Isiolo Airport) یک فرودگاه همگانی، غیرنظامی است که یک باند فرود آسفالت دارد و طول باند آن ۱۵۰۰ متر است. این فرودگاه در کشور کنیا قرار دارد و در ارتفاع ۱۰۶۷ متری از سطح دریا واقع شده‌است.